# Stazione di Greccio
La stazione di Greccio è una stazione ferroviaria posta sulla linea Terni-Sulmona. Serve il comune di Greccio e si trova nella sua frazione Sellecchia.

## Strutture e impianti
La stazione si trova nei pressi della frazione di Sellecchia, ai piedi dei Monti Sabini dove sorge Greccio, in corrispondenza del bivio tra la strada provinciale di Repasto (che corre parallela alla ferrovia) e la strada per Montisola e per lo svincolo della superstrada Rieti-Terni.
La stazione dista circa 2 km da Limiti di Greccio, il centro abitato più popoloso del comune (dove si trova anche la sede comunale), 4 km dal santuario francescano di Greccio e 6 km dal capoluogo comunale Greccio.
Il piazzale della stazione si compone di due binari passanti, ciascuno servito da una propria banchina della lunghezza di 101 metri. Ad essi si aggiunge un binario tronco che serviva l'ex scalo merci.

## Movimento

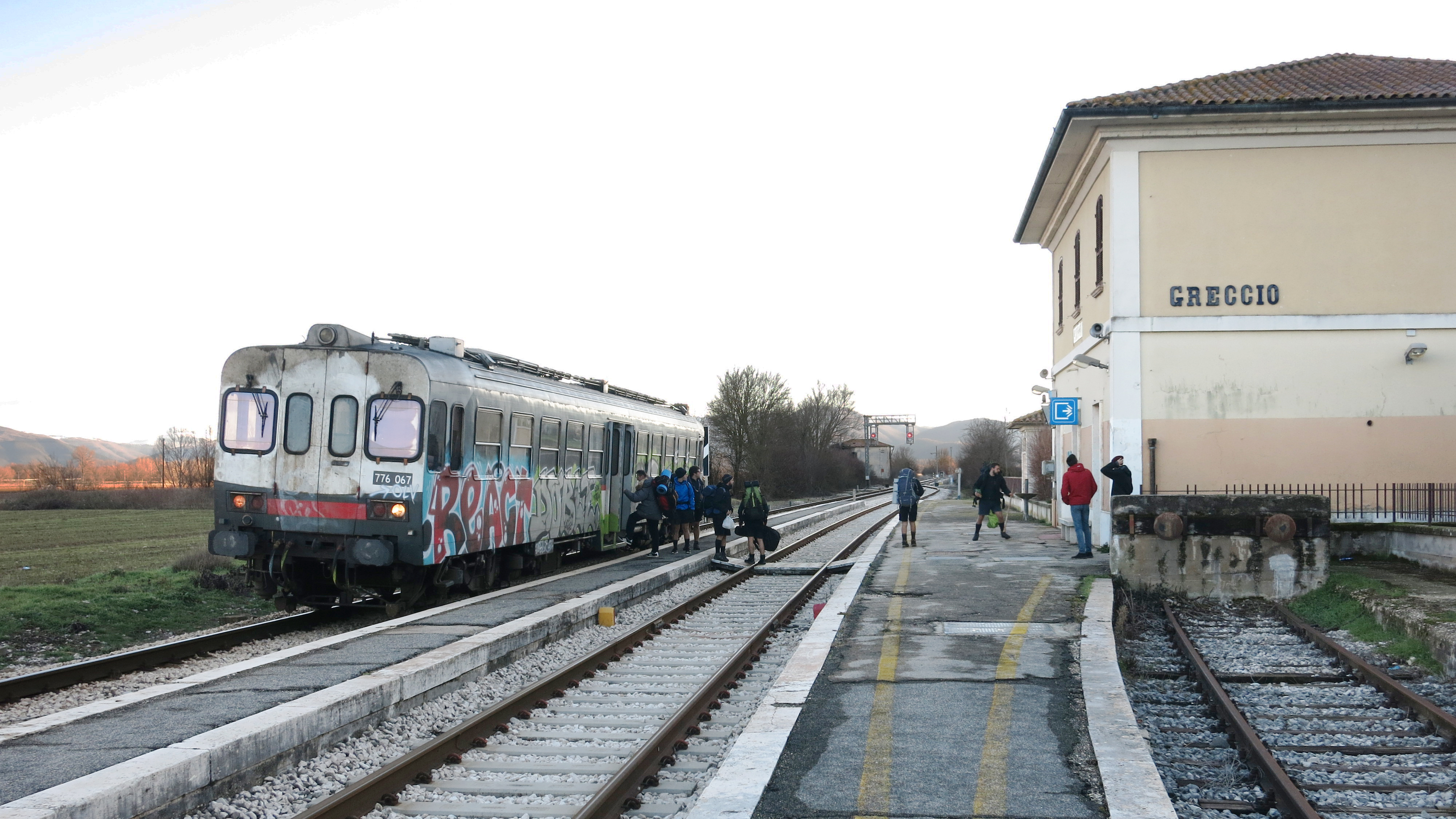
Una ALn 776 ferma in stazione

Nella stazione fermano circa trenta treni al giorno. Il servizio è espletato da Busitalia (ex Ferrovia Centrale Umbra, in subappalto per Trenitalia) per mezzo di automotrici ALn 776.